# Đuro Kurepa
Đuro Kurepa (em sérvio:  Ђуро Курепа, transliteração em inglês: Djuro Kurepa, francês: Georges Kurepa, Majske Poljane, Áustria-Hungria, 16 de agosto de 1907 — Belgrado, Sérvia, 2 de novembro de 1993) foi um matemático da Iugoslávia. Publicou mais de 700 artigos, livros e revisões técnicas. Lecionou em universidades da Europa, e também no Canadá, Cuba, Iraque, Israel e Estados Unidos, sendo cotado com a citação "eu lecionei em quase todas as dezenove universidades da antiga Iugoslávia..." Tio do matemático Svetozar Kurepa.

## Publicações
- Kurepa, G. (1935), «Ensembles ordonnés et ramifiés», Publ. math. Univ. Belgrade, 4: 1–138